# Schwarze Sünde
Schwarze Sünde ist ein deutsch-französischer Film von Danièle Huillet und Jean-Marie Straub. Er wurde 1989 beim Filmfestival von Cannes in der Sektion Un Certain Regard uraufgeführt und setzt die Beschäftigung der beiden Regisseure mit Friedrich Hölderlin nach ihrem vorangegangenen Film Der Tod des Empedokles aus dem Jahr 1986 fort.
Der im Film vorgetragene Text ist das dritte Empedokles-Fragment von Friedrich Hölderlin. Die zwei am Anfang gezeigten Statuen sind Mutter Erde und Der Rächer von Ernst Barlach. Die Musik ist der vierte Satz von Ludwig van Beethovens Streichquartett Nr. 16 F-Dur op. 135, das letzte Werk, das er vor seinem Tod zu vollenden vermochte. Der vierte Satz trägt den Titel Der schwer gefasste Entschluss. Die Aufnahme des Streichquartetts stammt vom Busch-Quartett, das 1934 vor dem Nationalsozialismus aus Deutschland nach England geflohen ist, und wurde 1935 in London hergestellt.